# Haplotestis curvitubus
Haplotestis curvitubus är en plattmaskart som beskrevs av Jürgen Dörjes 1968. Haplotestis curvitubus ingår i släktet Haplotestis och familjen Otocelididae. Inga underarter finns listade i Catalogue of Life.